# Chilingdin
Chilingdin (nep. चिलिङदिन) – gaun wikas samiti we wschodniej części Nepalu w strefie Meći w dystrykcie Panchthar. Według nepalskiego spisu powszechnego z 2001 roku liczył on 727 gospodarstw domowych i 3918 mieszkańców (1990 kobiet i 1928 mężczyzn).